# Legio VII (Cesare)
La legio VII Macedonica Paterna era un'unità militare romana di epoca tardo repubblicana, la cui origine potrebbe essere antecedente alla conquista della Gallia di Gaio Giulio Cesare. Era a quel tempo presente nella Gallia Cisalpina.

## Storia
Sappiamo di una legione VII  che prese parte alla guerra sociale negli anni 90-89 a.C., sebbene non siamo in grado di dire se si trattava della stessa utilizzata da Cesare trent'anni più tardi. E sempre di una legio VII abbiamo notizia nella Gallia Transalpina negli anni 67-65 a.C., quando l'allora governatore Gaio Calpurnio Pisone pose fine ad una rivolta di Galli Allobrogi. Nel 62 a.C. partecipò, invece, insieme alla legio VIII e IX a sedare la cospirazione di Lucio Sergio Catilina nel Piceno.
All'inizio del proconsolato di Gaio Giulio Cesare (58 a.C.) era acquartierata, insieme alle legioni VIII e IX, nella Gallia Cisalpina (in zona Aquileia). Prese parte alla successiva conquista della Gallia di Cesare degli anni 58 a.C.-50 a.C., partecipando ad una lunga serie di battaglie e campagne militari, come: a Genava nella fase finale della battaglia, sull'Arar ed a Bibracte contro gli Elvezi (nel 58 a.C.); in Alsazia contro le genti germaniche di Ariovisto (nel 58 a.C.); sul fiume Axona e sul Sabis contro le popolazioni dei Belgi (nel 57 a.C.); in Britannia del 55 a.C.; forse ad Avaricum e nella difficile e determinante battaglia di Alesia che portò alla sottomissione definitiva delle genti galliche nel 52 a.C. Nell'inverno del 52-51 a.C. era, insieme alla XV e la cavalleria, con Tito Labieno ed il suo luogotenente, Marco Sempronio Rutilo, tra i Sequani a Vesontio..
Con l'inizio della guerra civile, la legione si trovava nei pressi di Narbona, capitale della Gallia Narbonese e fu inviata da Cesare in Hispania sotto il comando del suo legato, Gaio Fabio, prendendo parte alla vittoriosa campagna di Lerida del 49 a.C. L'anno successivo fu trasferita in Macedonia ed entrò in azione nella battaglia di Dyrrhachium (48 a.C.) e in quella decisiva di Farsalo, nella quale Cesare sconfisse Pompeo. Prese poi parte alla battaglia di Tapso nel 46 a.C. in Africa. Subito dopo la legione sembra sia stata sciolta ed i suoi veterani inviati in Campania ed in Gallia Narbonese a Baeterrae.
Pochi anni più tardi, nel 44 a.C., dopo la morte di Cesare, i veterani stanziati nelle colonie militari vennero reclutati sia dal giovane Cesare Ottaviano sia dal fedele luogotenente di Marco Antonio, Publio Ventidio Basso. Quindi alla vigilia della guerra di Modena furono costituite due legioni con il numerale VII. La legione di Ottaviano venne impegnata a Modena e combatté con successo contro Antonio nella seconda fase della battaglia di Forum Gallorum, mentre la VII legione reclutata da Ventidio Basso marciò insieme alla VIII e IX legione incontro a Marco Antonio e si congiunse con successo con le forze di quest'ultimo a Vado Ligure.
La VII legione reclutata da Ottaviano avrebbe ricevuto una ricompensa di 20 000 sesterzi per la vittoria a Modena. Rimase con i triumviri durante la battaglia di Filippi (42 a.C.), per prendere le parti di Ottaviano durante l'assedio di Perugia (41 a.C.), e con quest'ultimo rimase fino alla battaglia di Azio (31 a.C.). Suoi coloni furono inviati, al termine della guerra civile, a Rusazus ed a Saldae in Mauretania Cesariense.
Vale la pena sottolineare che questa legione non sarebbe da identificare con la omonima VII di Marco Antonio, reclutata in Oriente, probabilmente durante il suo soggiorno a fianco della regina d'Egitto, Cleopatra VII.